# جفری ام. برادشو
جفری ام. برادشو (انگلیسی: Jeffrey M. Bradshaw؛ زادهٔ ۱۹۵۶ (۶۸–۶۹ سال)) دانشمند در زمینه علوم شناختی و علوم رایانه اهل ایالات متحده آمریکا است.
وی همچنین برندهٔ جوایزی همچون برنامه فولبرایت شده‌است.